# قصه شب
قصه شب فیلمی به کارگردانی و نویسندگی محمدعلی فردین محصول سال ۱۳۵۲ است.

## خلاصه داستان
محسن (محمدعلی فردین) با عاطفه (ملوسک) قرار ازدواج می‌گذارند و سپس به شیراز می‌رود تا پدر و مادرش را از قرار ازدواج خود باخبر کند. عاطفه با دایی اش زندگی می‌کند. روزی ژاله که خوانندهٔ کاباره است، بیمار می‌شود و دایی عاطفه به خواهرزاده اش پیشنهاد می‌کند که به جای ژاله در کاباره برنامه اجرا کند. رضا (رضا بیک ایمانوردی)، دوست محسن، عاطفه را در کاباره می‌بیند و به او بدگمان می‌شود، و از او می‌خواهد که از سر راه محسن ـ که نامزدی به نام نسرین دارد ـ دور شود. عاطفه که به ژاله قول داده از فرزند او نگه داری کند به اجرای برنامه در کاباره ادامه می‌دهد. وقتی قرار است محسن با نسرین ازدواج کند شاگرد رضا بیمار می‌شود و رضا او را به بیمارستان می‌رساند و در آنجا با عاطفه رو به رو می‌شود که به عیادت ژاله آمده‌است. ژاله فوت می‌کند، و رضا از عاطفه عذرخواهی می‌کند و ماجرا را برای محسن بازمی‌گوید.

## بازیگران
- محمدعلی فردین
- رضا بیک ایمانوردی
- ملوسک
- علی میری
- محمدتقی کهنمویی
- سیمین علی‌زاده
- حمیده خیرآبادی
- علی آزاد